# Коломия (станція)
Коломи́я — вузлова неелектрифікована залізнична станція Івано-Франківської дирекції Львівської залізниці. Розташована в місті Коломия Коломийського району Івано-Франківської області.
Від станції відгалужуються 4 напрямки: 
- Яремче — Рахів;
- Заліщики — Тернопіль;
- Чернівці;
- Івано-Франківськ — Львів.

Щодоби станція формує декілька вантажних поїздів. Відбувається також сортування вантажів, які надходять від сусідніх малих станцій збірними поїздами.

## Історія
Станція відкрита 1866 року під час прокладання Львівсько-Чернівецько-Ясської залізниці. З 1894 року розроблявся проєкт будівництва дільниці Делятин — Коломия, а дозвіл на будівництво було надано лише у січні 1896 року. Начальником станції у Делятині тоді був Адольф Носек. 1899 року введено в експлуатацію лінію Делятин — Коломия — Стефанешти.

## Залізничний вокзал
До вокзалу прилягають вулиці Степана Бандери, Січових Стрільців, Крип'якевича. На Привокзальні площі зупиняються міські, приміські автобуси та маршрутні таксі.

## Пасажирське сполучення
Через станцію Коломию прямують транзитні пасажирські поїзди далекого та поїзди приміського сполучення. Також призначаються додаткові поїзди сезонного прямування з Києва до Чернівців, Ворохти та Рахова.
З 11 грудня 2016 року через Коломию курсував «Нічний експрес» Харків — Чернівці через Полтаву, Київ, Львів (з 10 грудня 2017 року поїзду змінено маршрут руху та кінцевий пункт прибуття — Рахів). Дістатися інших південних та східних областей України є можливість із пересадкою в Івано-Франківську, Львові, Києві, Жмеринці, Одесі, Козятині (залежно від конкретного напрямку). У літній період, до повномасштабного російського вторгнення в Україну, призначався додатковий нічний швидкий поїзд № 231/232 сполученням Івано-Франківськ — Генічеськ, що прямував через станції Львів, Здолбунів, Козятин I, Знам'янка-Пасажирська, Дніпро-Головний, Запоріжжя I, Мелітополь, Новоолексіївка.
З 8 грудня 2019 по 12 січня 2021 року поїзду «Гуцульщина» змінювався маршрут руху, який курсував через станцію Чернівці замість станції Городенка-Завод. З 13 січня 2021 року поїзду відновлено первинний маршрут руху через станцію Городенка-Завод. З 10 грудня 2024 року поїзд курсує за маршрутом Київ — {{|Ясіня}}.
| Рух поїздів по станції Коломия       |                               | |
| №                                    | Маршрут сполучення            | Періодичність курсування |
| Далеке сполучення                    |                               | |
| 7/8 «Буковина»                       | Київ — Чернівці               | Щоденно. |
| 115/116                              | Запоріжжя — Чернівці          | Щоденно. |
| 135/136 «Чорномор»                   | Одеса — Чернівці              | Курсує через день. До 2021 року, влітку, курсував щоденно до станції Білгород-Дністровський.                                             |
| 145/146                              | Харків — Чернівці             | Через день |
| 219/220                              | Київ-Пасажирський — Чернівці  | Курсує за особливим графіком, за вказівкою.                                                                                              |
| 233/234                              | Київ — Рахів                  | Через день. |
| 249/250                              | Київ — Чернівці               | Курсує за особливим графіком, за вказівкою.                                                                                              |
| 357/358 «Гуцульщина»                 | Київ — Тернопіль / Ясіня      | З 10 грудня 2024 року маршрут поїзда скорочено, замість станції Рахів курсує до станції Ясіня.                                           |
| 367/368                              | Ковель / Луцьк — Рахів        | Через день. |
| 815/816                              | Коломия — Львів               | Призначений з 6 травня 2025 року, курсує з понеділка по середу.                                                                          |
| 815/816                              | Коломия — Луцьк               | Призначений з 6 травня 2025 року, курсує з четверга по неділю.                                                                           |
| 863/864                              | Коломия — Львів / Рава-Руська | |
| 865/866                              | Коломия — Львів / Рава-Руська | |
| Скасовані поїзди далекого сполучення |                               | |
| 149/150 «Галичина»                   | Полтава-Південна — Чернівці   | Курсував через день. З 10 грудня 2024 року змінено маршрут руху поїзда до станції Ужгород.                                               |
| 451/452                              | Мінськ-Пасажирський — Варна   | Курсував за особливим графіком, з червня по вересень по числам. У 2020 році не призначався через розповсюдження захворювань на COVID-19. |
| 667/668                              | Ковель — Чернівці             | Скасований з 18 березня 2020 року, курсував через день.                                                                                  |
| 701/702 «Обрій»                      | Львів — Чернівці              | Курсував щоденно, окрім середи зі Львова та окрім четверга — з Чернівців.                                                                |
| 767/768                              | Коломия — Варшава-Східна      | |
| 807/808 «Прикарпатський експрес»     | Коломия — Ківерці             | |
| Приміське сполучення                 |                               | |
| 6431/6434 6437/6438                  | Коломия — Івано-Франківськ    | Щоденно |
| 6441/6442                            | Коломия — Ділове              | Щоденно |
| 6446/6445                            | Коломия — Ворохта             | Щоденно |
| 6452/6451                            | Коломия — Заліщики            | Щоденно |
| 6472/6471                            | Коломия — Вадул-Сірет         | Щоденно |
| 6462/6461/6464 6463/6470/6469        | Коломия — Чернівці            | Щоденно |